# Cilindrische algebra
Een cilindrische algebra is een algebraïsche structuur, bedacht door Alfred Tarski, die op natuurlijke wijze verschijnt in de algebraïsering van de eerste-ordelogica.
Een cilindrische algebra van dimensie {\displaystyle \alpha }, waarin {\displaystyle \alpha } een ordinaal getal voorstelt, is een algebraïsche structuur {\displaystyle (A,+,\cdot ,-,0,1,c_{\kappa },d_{\kappa \lambda })_{\kappa ,\lambda <\alpha }} zodanig dat {\displaystyle (A,+,\cdot ,-,0,1)} een booleaanse algebra vormt, {\displaystyle c_{\kappa }} een unaire operatie op {\displaystyle A} voorstelt voor alle {\displaystyle \kappa } en {\displaystyle d_{\kappa \lambda }} een verschillend element van {\displaystyle A} voorstelt voor elke  {\displaystyle \kappa } en {\displaystyle \lambda } zodanig dat de zeven volgende axioma's gelden:

(C1)  {\displaystyle c_{\kappa }0=0}
(C2)  {\displaystyle x\leq c_{\kappa }x}
(C3)  {\displaystyle c_{\kappa }(x\cdot c_{\kappa }y)=c_{\kappa }x\cdot c_{\kappa }y}
(C4)  {\displaystyle c_{\kappa }c_{\lambda }x=c_{\lambda }c_{\kappa }x}
(C5)  {\displaystyle d_{\kappa \kappa }=1}
(C6)  Als {\displaystyle \kappa \neq \lambda \mu }, dan {\displaystyle d_{\lambda \mu }=c_{\kappa }(d_{\lambda \kappa }\cdot d_{\kappa \mu })}
(C7)  Als {\displaystyle \kappa \neq \lambda }, dan {\displaystyle c_{\kappa }(d_{\kappa \lambda }\cdot x)\cdot c_{\kappa }(d_{\kappa \lambda }\cdot -x)=0}

De axioma's vallen als volgt te herschrijven:
(C1)  {\displaystyle \exists \kappa .{\mathit {false}}\Leftrightarrow {\mathit {false}}}
(C2)  {\displaystyle x\Rightarrow \exists \kappa .x}
(C3)  {\displaystyle \exists \kappa .(x\wedge \exists \kappa .y)\Leftrightarrow (\exists \kappa .x)\wedge (\exists \kappa .y)}
(C4)  {\displaystyle \exists \kappa \exists \lambda .x\Leftrightarrow \exists \lambda \exists \kappa .x}
(C5)  {\displaystyle \kappa =\kappa \Leftrightarrow {\mathit {true}}}
(C6)  Als {\displaystyle \kappa } een veranderlijke voorstelt verschillend van {\displaystyle \lambda } en {\displaystyle \mu }, dan {\displaystyle \lambda =\mu \Leftrightarrow \exists \kappa .(\lambda =\kappa \wedge \kappa =\mu )}
(C7)  Als {\displaystyle \kappa } en {\displaystyle \lambda } verschillende veranderlijken voorstellen, dan {\displaystyle \exists \kappa .(\kappa =\lambda \wedge x)\wedge \exists \kappa .(\kappa =\lambda \wedge \neg x)\Leftrightarrow {\mathit {false}}}